# Южак
Южа́к — сильный юго-восточный арктический ветер, по своей природе очень похожий на шпицбергенский фён, а также новороссийскую и новоземельскую бору. Он вместе с этими ветрами относится к так называемым подветренным бурям (англ. downslope windstorms) и имеет схожий с ними механизм возникновения.
Южак периодически возникает на берегах Восточно-Сибирского моря и в порту Певек, где он дует на подветренной стороне певекского хребта. Предвестником его появления является формирование устойчивой облачной гряды на ясном небе. По сообщению городских властей скорость южака может достигать 35—50 метров в секунду, а территория, на которой он проявляется, имеет площадь 20—40 квадратных километров. Такой ветер может неожиданно обрушиться на побережье в любое время года и дуть неделями без остановки.
Южак был описан советским писателем Олегом Куваевым в 1959 году следующим образом:

… Резкие порывы бьют в стены домов и заставляют наклоняться редких прохожих. Всё чаще и чаще идут эти воздушные залпы, и вот уже тугие потоки ветра заполняют улицы, небо, землю. Согнувшись, перебегают редкие фигуры к магазину запастись продуктами: южак может быть и два, и три дня. Вот видно, как, сцепившись руками, проходит по посёлку несколько человек. Ветер разворачивает цепочку и вдруг неудержимо толкает её к стене дома… Вздрогнули и плавно и невесомо стали отрываться доски на крыше одного дома и, легко крутясь, словно перья по ветру, глухо бьют в забор через улицу. Заворачивает беззвучно листы железа на крыше… Идти трудно. Горизонтально летящие струи смешанного с песком снега бьют в лицо, снег тает на нём и застывает ледяной коркой. Песок больно бьёт в глаза, и его чёрные разводы, въедаясь в кожу, остаются на ней. Лишь на мгновение можно уловить взглядом кусок гладко выметенной дороги или близкую стену дома. В комнатах у стены под окном кучки снега. Набились в щели ставней. Света нет…